# Facultad de Teología del Norte de España

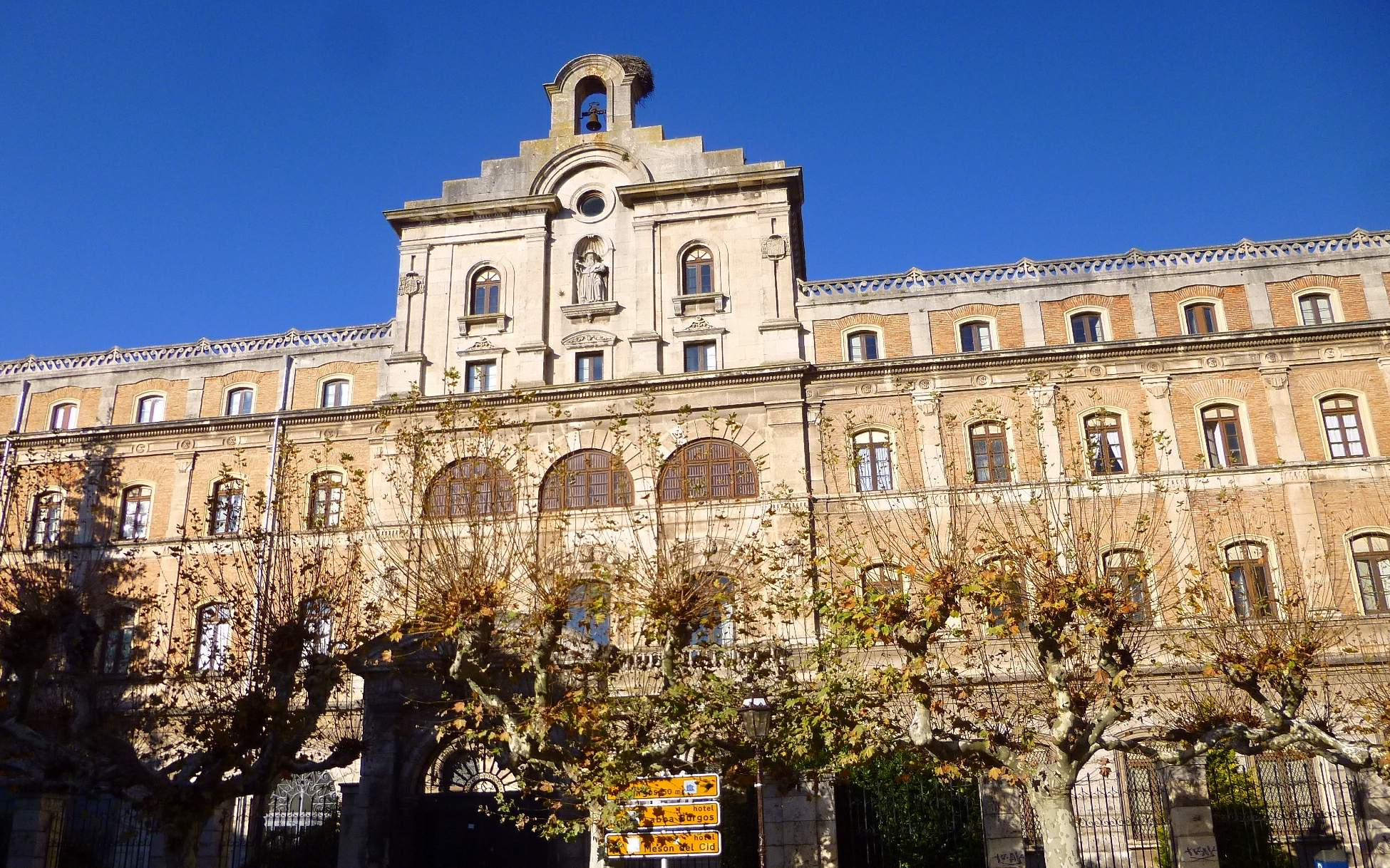
Sede de la Facultad de Teología del Norte de España en Burgos

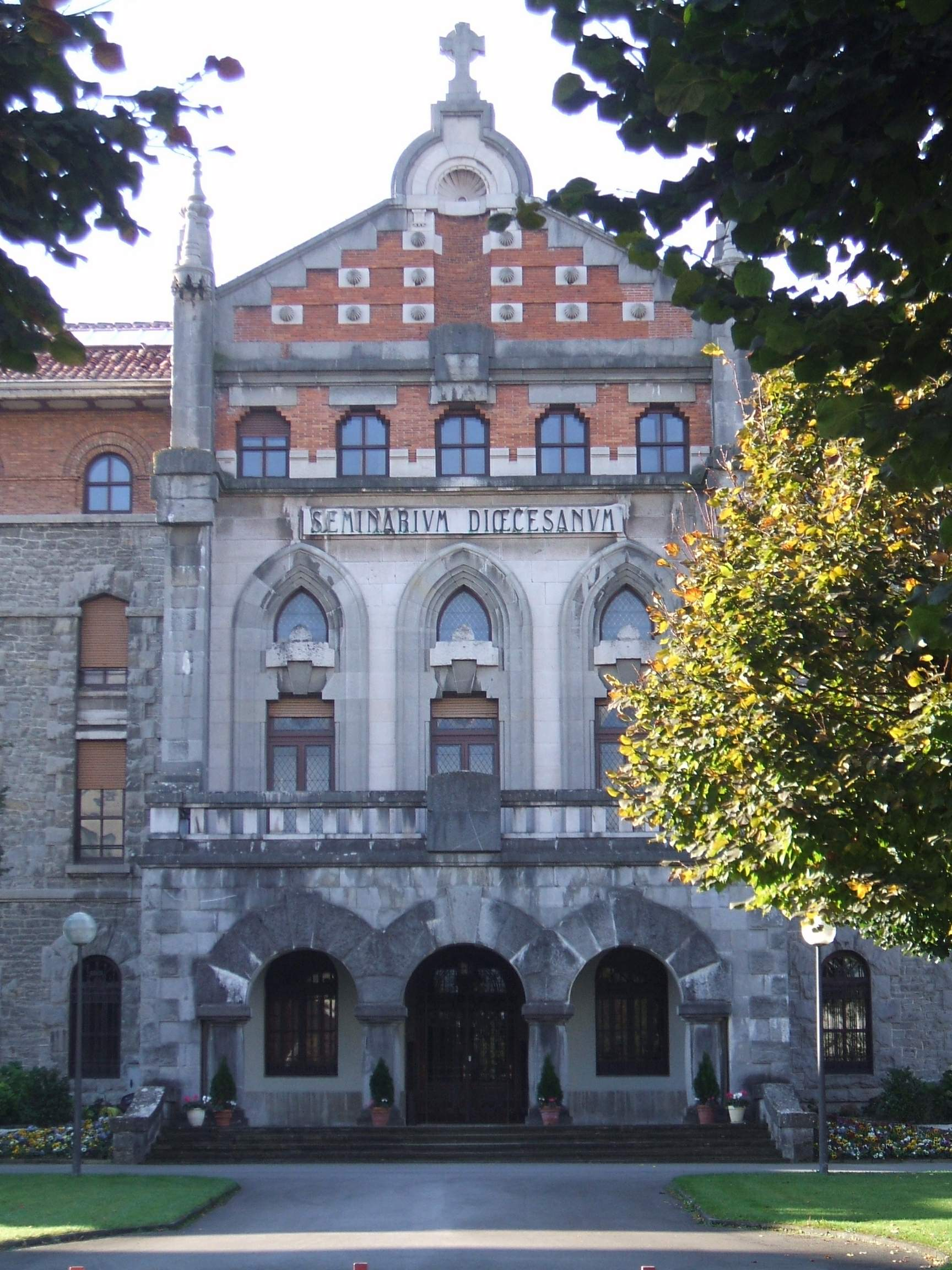
Sede de la Facultad de Teología del Norte de España en Vitoria

La Facultad de Teología del Norte de España es un centro universitario de enseñanza perteneciente a la Iglesia católica, creado el 6 de febrero de 1967. Se compone de dos sedes, situadas en las ciudades de Burgos y Vitoria.
Sus fines son la investigación y la docencia de la Teología y demás ciencias relacionadas. Está habilitada para conferir grados académicos en estas materias con autoridad de la Santa Sede.
Esta Facultad fue la primera Facultad teológica creada en España después del Concilio Vaticano II.

## Historia
La Facultad fue instituida por la Sagrada Congregación de Seminarios y Universidades el 6 de febrero de 1967 mediante el decreto Memorandorum virorum, dado en Roma con la misma fecha. A tenor de dicho decreto constaría de dos sedes dentro de la archidiócesis de Burgos, en las ciudades de Burgos y Vitoria (diócesis sufragánea).

### Sede de Burgos
El seminario de Burgos, fundado en 1566 por el cardenal Francisco de Mendoza y Bobadilla, tenía un amplio historial científico.
En él trabajaron personajes tan destacados como Cristóbal de Santotís, Gregorio Gallo, Tomás de Maluenda, el venerable Barrantes, el beato Manuel Ruiz, Andrés Manjón, González Peña o López Peláez, entre otros.
De la mano de León XIII, desde 1897 a 1931, se conforma como Universidad Pontificia, con las facultades de Teología, Derecho Canónico y Filosofía. Una rica biblioteca  en fondos de los siglos XVI y XVII, notablemente ampliada en las últimas décadas, así como la colección de “Publicaciones del Seminario Metropolitano de Burgos”, con sus diversas series, y la revista científica Burgense, serían algunos de los instrumentos que ofrecerá a los diversos Centros de formación eclesiástica radicados en la ciudad de Burgos, para el clero diocesano y el religioso. 
Finalmente, el  6 de febrero de 1967 la Santa Sede erigió en Burgos una de las dos sedes de la Facultad de Teología del Norte de España sobre la base de su trayectoria científica, la amplia documentación de su biblioteca, especialmente en fondos teológicos e históricos, y sus adecuadas instalaciones.
Esta sede de la Facultad ha centrado sus esfuerzos principalmente en las secciones de Teología dogmática y de Espiritualidad, así como en los Institutos de Teología del Sacerdocio, de Teología para laicos, de Misionología y animación misionera y de Teología a distancia, cada uno de los cuales tiene sus publicaciones propias, cursos especiales, semanas y simposios.

### Sede de Vitoria
Está en el seminario de Vitoria. Entre sus actividades a lo largo del tiempo, destacan:
- Las revistas Gymnasium (1927-1932), Idearium (1934-1935), Surge (1940-), Lumen (1952-) y Scriptorium Victoriense (1954-).
- El incremento patrimonial de su biblioteca, sobre todo a raíz de la inauguración del nuevo seminario (1930).
- La colección de monografías científicas “Victoriensia”.
- La creación de la Editorial ESET y de Gráficas ESET.
- La Escuela Superior de Estudios Teológicos.
- La afiliación del Seminario Diocesano de Vitoria a la Facultad de Teología de la Pontificia Universidad de Salamanca (a. 1956).

## Hitos académicos
Desde su creación la Facultad de Teología ha experimentado los siguientes hitos académicos:
- Creación del Instituto de Teología del Sacerdocio “Juan de Ávila” (1968).
- Erección del Instituto de Teología para Laicos (1968),

transformado posteriormente en Instituto Superior de Ciencias Religiosas (1995).
- Creación del Instituto de Misionología y Animación misionera “P. José Zameza, SJ” (1974).
- Creación del Instituto de Teología a distancia (1980).
- Comienzo de los Cursos de formación para la Vida Religiosa en colaboración con la CONFER de Burgos(1981).
- Creación de los Seminarios “Rerum Novarum” de la Doctrina Social de la Iglesia y de Formación Familiar (1991).
- Constitución del Aula Universitaria “Pensamiento y Sociedad” merced a un convenio con Caja de Burgos y la Facultad de Filosofía y Letras (Humanidades) de la Universidad Burgalesa (1993).
- Mención especial merece la erección del INSTITUTO SUPERIOR DE CIENCIAS RELIGIOSAS “SAN JERONIMO” el día 26-8-1995 por la Congregación para la Educación Católica.
- Firma de un convenio entre la Facultad de Teología y la Universidad de Burgos (28-6-1996), que regula las materias acreditables o convalidables en ambas instituciones.

De la misma forma, siguiendo las orientaciones de la “Sapientia Christiana”, se han afiliado al de Burgos los siguientes seminarios:
- Seminario Mayor Diocesano. Sigüenza-Guadalajara (1969).
- Seminario Mayor Diocesano. Astorga (León) (1975).
- Seminario Mayor Diocesano. La Laguna (Tenerife) (1980).
- Seminario Mayor Diocesano. El Burgo de Osma (Soria) (1999).
- Centro teológico “Las Palmas”. Las Palmas de Gran Canaria (2001).